# Litoria scabra
Litoria scabra – opisany w 2005 roku gatunek płaza bezogonowego z podrodziny Pelodryadinae w rodzinie rzekotkowatych (Hylidae).

## Rozmieszczenie geograficzne i siedlisko
Płaz jest endemitem indonezyjskiej części Nowej Gwinei. Znany jest tylko z miejsca typowego – terenów położonych u źródeł rzeki Wapogi w prowincji Papua, na wysokości 1070 m n.p.m. IUCN podejrzewa, że jego zasięg występowania może być szerszy, niż to wynika z dotychczasowych obserwacji, bowiem zwierzę zamieszkuje tereny kiepsko przebadane.
Siedliskiem tej australorzekotki są wartkie potoki i rosnąca nad ich brzegami roślinność.

## Behawior i rozmnażanie
Aktywność zwierzęcia przypada na noc (chociaż osobniki tego gatunku znajdowano także za dnia, pod kamieniami w strumieniach). Wtedy też samce nawołują swe wybranki. Rozwój larwalny prawdopodobnie przebiega w strumieniach.

## Status
W Czerwonej księdze gatunków zagrożonych IUCN płaz ten od 2020 roku klasyfikowany jest jako gatunek najmniejszej troski (LC, ang. Least Concern); wcześniej, od 2008 roku uznawano go za gatunek niedostatecznie rozpoznany (DD, ang. Data Deficient).
W swojej lokalizacji typowej płaz występuje umiarkowanie pospolicie. Jednak nie wiadomo, jaki jest trend populacyjny dla tego gatunku.
Dzisiejszy stan wiedzy nie pozwala na dokładną ocenę możliwości adaptacyjnych tego przedstawiciela bezogonowych i nie wiadomo, czy zniesie on degradację swego siedliska.